# وینچستر مدل ۱۹۱۲
وینچستر مدل ۱۹۱۲ (به انگلیسی: Winchester Model 1912) و یا بصورت (اختصاری Model 12, یا M12) یک تفنگ ساچمه‌زنی، از نوع دست‌کش آمریکایی ساخت شرکت اسلحه‌سازی وینچستر است که در گیج‌های ۱۲، ۱۶، ۲۰ و ۲۸ تولید شده‌است.